# 博戈米爾灣

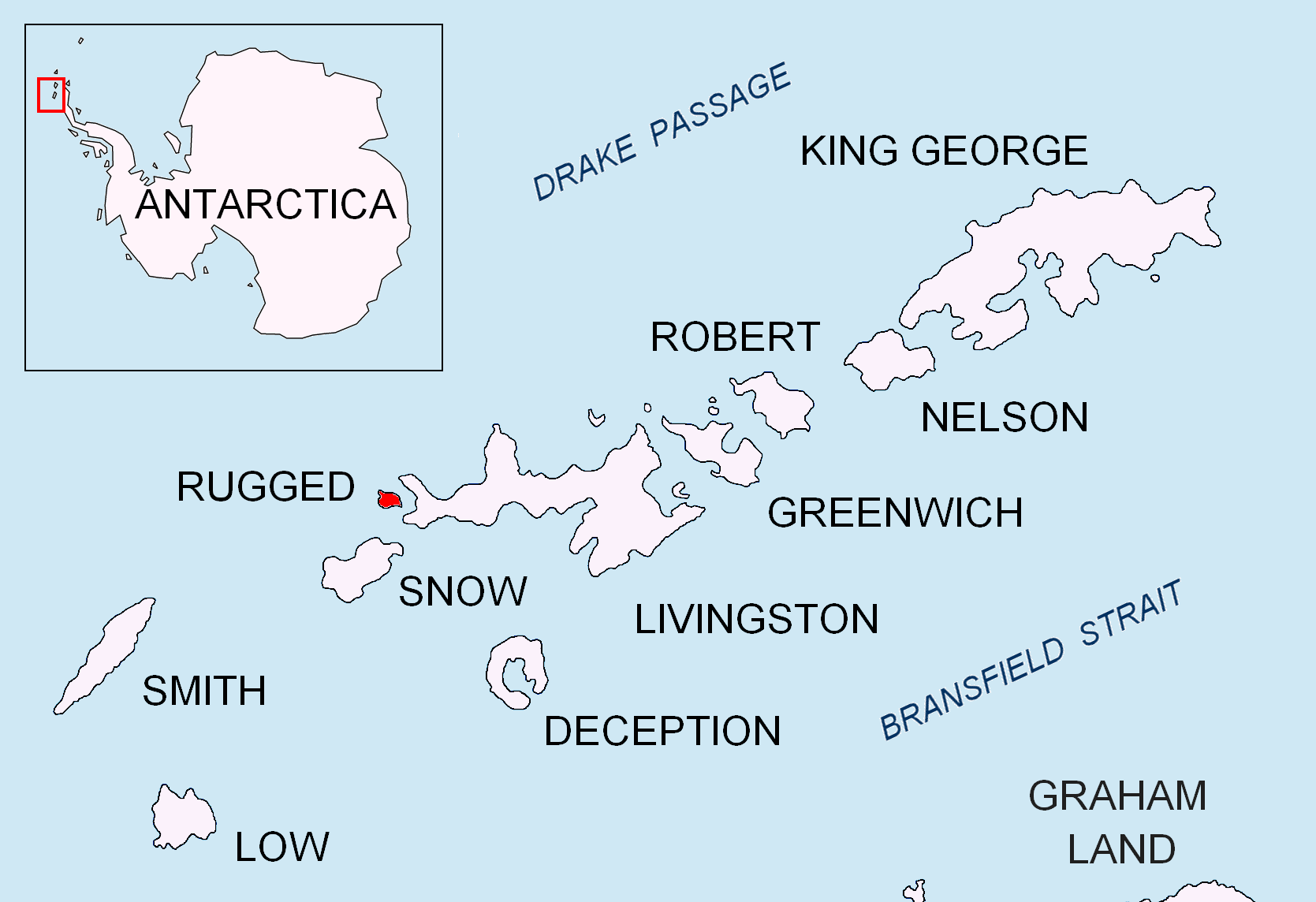

博戈米爾灣是南極洲的海灣，位於南設得蘭群島的拉吉德島西岸，是利文斯頓島的拜爾斯半島西岸對開海域，入口處在科卡利亞內角以北和烏蓋恩角以南，長0.77公里、寬0.97公里。
62°37′56″S 61°17′30″W / 62.63222°S 61.29167°W

## 外部連結
- Bogomil Cove.（页面存档备份，存于） SCAR Composite Gazetteer of Antarctica.